# Petiție
Prin petiție se înțelege cererea, reclamația, sesizarea sau propunerea formulată în scris ori prin poștă electronică, pe care un cetățean sau o organizație legal constituită o poate adresa autorităților și instituțiilor publice centrale și locale, serviciilor publice descentralizate ale ministerelor și ale celorlalte organe centrale, companiilor și societăților naționale, societăților comerciale de interes județean sau local, precum și regiilor autonome, denumite în continuare autorități și instituții publice.  În SUA, dreptul la petiție este garantat de primul Amendament al Constituției.  

## Termenul legal de răspuns
În România, termenul de soluționare și comunicare a răspunsului către petiționar este de 30 de zile de la data înregistrării petiției.